# Заровенка
Заровенка (укр. Заровенка) — село на Украине, находится в Емильчинском районе Житомирской области.
Код КОАТУУ — 1821783703. Население по переписи 2001 года составляет 140 человек. Почтовый индекс — 11232. Телефонный код — 4149. Занимает площадь 0,695 км².

## Адрес местного совета
11232, Житомирская область, Емильчинский р-н, с.Медведево